# 俺!プロジェクト
俺!プロジェクト（俺!シリーズ）とは、サンソフト内の俺!プロジェクトが制作した携帯向けBLゲーム・ADVゲームシリーズの総称。
それぞれGREE（フィーチャーフォン・スマートフォン共）、App Store、Google Play、Kindle、Ameba、dゲームなどでプレイできた。
2012年から2016年までの間に、6作品をリリース。2020年3月27日に突如、すべてのサービスを2020年6月2日に終了すると発表した。その後、8月28日付けでフロンティアワークスが運営ライセンスを取得し、同社が引き継いでいくことが発表された。

## 概要
攻略キャラクターは選択式で、初期はその人数が限られていたが、追加配信によって増えた。
ストーリー中の言動や行動、「受」か「攻」を自ら選ぶことによって違ったエンディングへ進むのが魅力のシリーズである。
作品によっては、受エンド、攻エンド、BLACKエンド、の他に、BADエンドや、エピソードゼロといったシナリオも提供された。
シナリオの選択肢以外の方法として主人公の性格（受攻度）は、初期の作品はミニゲームをすることでもタイプを選び自分で調節することができたが、『俺プリ×Cross!』以降は主人公と相手役のアバターの衣装の着せ替えによっても調整できるようになった。
『ケモ彼!』以降は、ルート分岐前からBLゲームらしい色々なシーンを選べ、よりプレイヤーの好みの組み合わせで物語を進める事が可能。
作中に登場するいずれの環境も「月城」がつく（「月城学園」等。ただし、『ブラプリ!』だけはサブキャラクターの苗字として登場）。

## 作品
俺プリ!〜俺が学園のお姫様!?〜（おれプリ おれががくえんのおひめさま）
2012年6月4日より、順に、各プラットフォームにて配信された。GREEの恋愛ゲームカテゴリランキングでは、1位になったこともある。
全寮制の男子校を舞台に『学園の姫』に指名された主人公と、攻略キャラクターとの恋愛が描かれる。
一部のキャラクターと、世界観を同じくした『俺プリ×Cross!〜俺が学園のお姫様!?〜』もリリースされたが、続編ではなく別のゲームである。

俺スタ!〜俺とアイツがアイドルスター★〜（おれスタ おれとアイツがアイドルスター）
2012年12月26日より、順に、各プラットフォームにて配信された。
突然芸能プロダクションにスカウトされてしまった主人公が、慣れないアイドル生活を過ごし攻略キャラクターとの恋愛が描かれる。
2014年10月8日にサービスを終了したが、2019年12月25日から、順次「俺!プロジェクト」の別アプリである『ごくメン!〜お嬢な俺とイケメンマフィア〜』内でストーリーがプレイできるようになった。

俺プリ×Cross!〜俺が学園のお姫様!?〜（おれプリ クロス おれががくえんのおひめさま）
2013年10月31日より、順に、各プラットフォームにて配信された。
『俺プリ!〜俺が学園のお姫様!?〜』とはキャラクターは大体共通するが、続編というわけではなく、新メンバーを加えた三角関係の新たなシナリオが提供される。
恋のライバルに新メンバーがなって、主人公の奪い合いが発生する「VSルート」というシナリオで、自分の選択によって、「VSルート→彼ルート→彼受攻BLルート」に分岐したストーリーになる。

ごくメン!〜お嬢な俺とイケメンマフィア〜（ごくメン おじょうなおれとイケメンマフィア）
2014年6月23日より、順に、各プラットフォームにて配信された。
いなくなった極道の孫のお嬢様の影武者として、３ヶ月過ごすことになった主人公と、攻略キャラクターとの恋愛が描かれる。
サービス終了していた『俺スタ!〜俺とアイツがアイドルスター★〜』の再配信も、本ゲーム内で2019年12月25日から行っていた。

耽美!男子校公主!
2014年12月4日より、順に、各プラットフォームにて配信された。『俺プリ!〜俺が学園のお姫様!?〜』の繁体字版。

ケモ彼!〜俺たちのBL病棟〜（ケモかれ おれたちのビーエルびょうとう）
2015年7月末より、順に、各プラットフォームにて配信された。
医大に赴任し、自らが犯されている末期の獣症を治療したい主人公と、攻略キャラクターとの恋愛が描かれる。

〜俺を緊縛る禁断の血液型〜ブラプリ!（おれをしばるきんだんのけつえきがた ブラプリ）
2016年7月28日より、順に、各プラットフォームにて配信された。
警視庁捜査一課に配属された、禁断の血液型（H型）を持つ主人公と、攻略キャラクターとの恋愛が描かれる。

S彼!俺のドSヴァンパイア（エスかれ おれのドエスヴァンパイア）
2020年5月12日より、『ケモ彼!〜俺たちのBL病棟〜』内で、未完成品として配信された。
詳細は不明。

## 東京ゲームショウへの出展

### 2013年
- 東京ゲームショウ2013[26]（俺プリ×Cross!での出展）

### 2014年
- 東京ゲームショウ2014[27]（ごくメン!での出展）